# Drobnokvět pobřežní

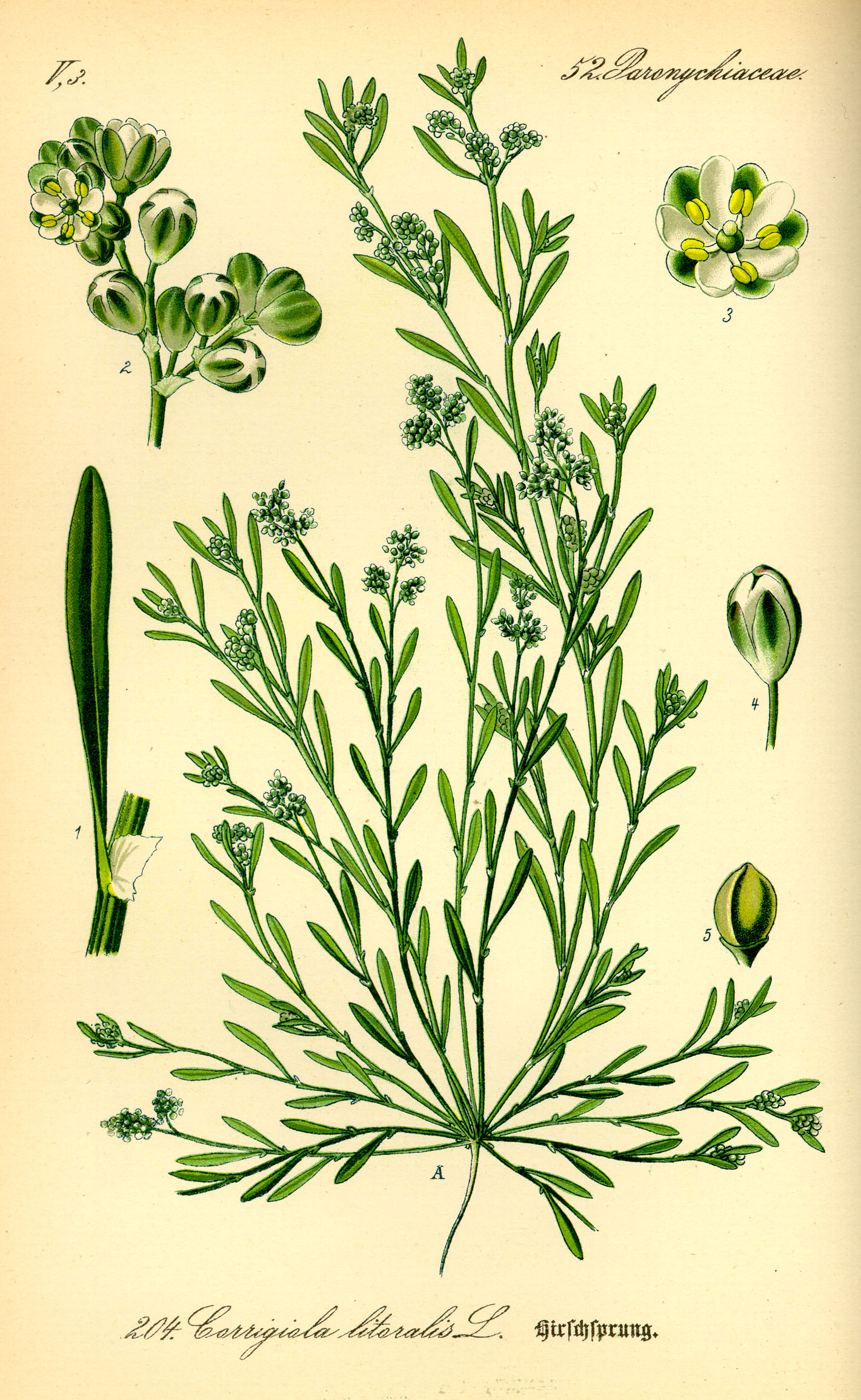
Zobrazení drobnokvětu pobřežního

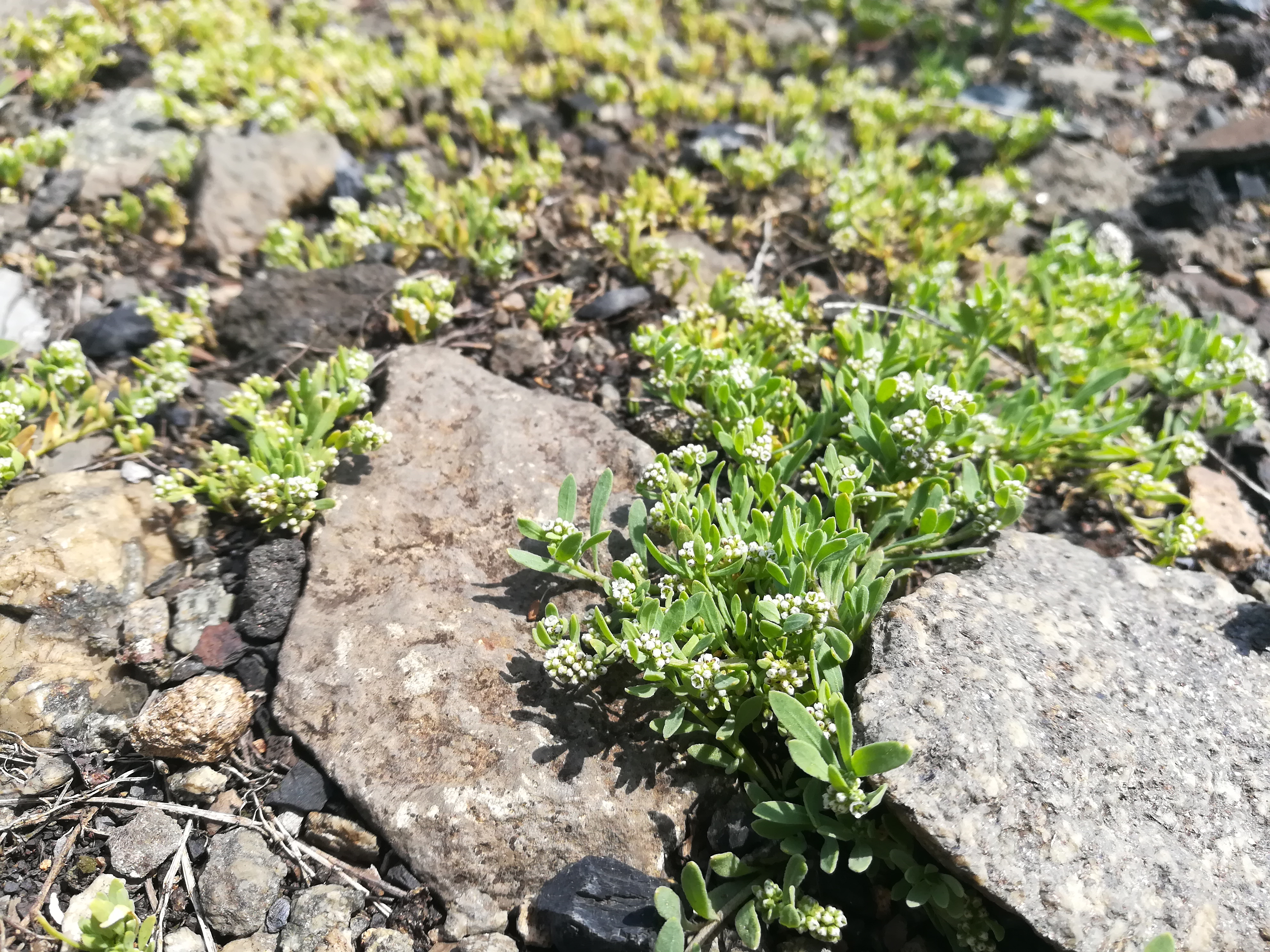
Výskyt drobnokvětu pobřežního na Nákladovém nádraží Žižkov

Drobnokvět pobřežní (Corrigiola litoralis) je drobná, jednoletá, bohatě kvetoucí bylina rostoucí ve štěrkopískových nánosech řek, jediný druh rodu drobnokvět rostoucí na území ČR. V přírodě Česka je považován za velmi vzácný, je silně ohrožen vymizením.

## Výskyt
Druh má převážně evropské, atlantsko-mediteránní rozšíření. Vyskytuje se nejvíce v západní a jižní Evropě a na pobřeží severní Afriky, většinou se objevuje v izolovaných arelách. Jen okrajově zasahuje do Střední Evropy, kde roste nejvíce v povodí Dunaje. Druhotně se dostal do jižní Afriky i Severní Ameriky.
V České republice, kterou probíhá část východní hranice areálu, se ještě v prvé polovině 19. století hojně vyskytoval okolo Vltavy od Prahy po Mělník a dále podél Labe až ke státní hranici. Drtivá většina těchto lokalit však vlivem regulace řek zcela zanikla a v současnosti roste už jen na několika málo místech na Labi v úseku mezi Ústím nad Labem a státní hranicí (např. u střekovských zdymadel.. Jediným dalším známým místem výskytu je, poměrně ironicky, několik čtverečních decimetrů na Nákladovém nádraží Žižkov.

## Ekologie
Specializovaný druh vázáný na štěrková, periodicky zaplavovaná okolí řek. Potřebuje provzdušněné substráty chudé na organické látky, nejlépe prospívá ve stále promývaných štěrkových a písčitých naplaveninách. Nesnáší zastínění, trvalé zaplavení kořenového systému ani bahnité nánosy.
Je konkurenčně velmi slabá bylina, která nemůže obstát v kompetici s jinými rostlinami. Vybírá si proto stanoviště vlivem dlouhodobého zaplavení nevhodná pro růst jiných druhů. Roste podél řek na mokrých písčinách, které se při poklesu vodní hladiny stanou souší. Na těchto během krátké doby stačí vyklíčit, vyrůst, vykvést a vytvořit plody, nevadí ani opětovné zaplavení vodou v průběhu kvetení a zrání plodů. Za příhodných podmínek, při trvalém nízkém stavu vody, kvete od července do prvých mrazů, na rostlině tehdy nalezneme všechny fenologické fáze, od nerozvitých poupat až po zralé plody. Stanoviště nemusí být bezpodmínečně zaplavovaná vodou, občas vyroste i na suchých náspech podél železničních tratí.

## Popis
Jednoleté, lehce dužnaté byliny s tenkým, rozvětveným, vřetenovitým kořenem. Lodyhy jsou lysé, v průřezu kruhovité, sivozelené, od spodu větvené, obvykle 7 až 20 cm dlouhé a vytvářejí kruhovitě rozprostřené trsy. Exempláře z české přírody mají lodyhy jen poléhavé, kdež jinde se vyskytují i s vystoupavými. Přízemní listy vytvářejí nevýraznou růžici, jsou podlouhle čárkovité a bývají až 3 cm dlouhé. Lodyžní listy vyrůstají střídavě, jsou přisedlé a mají kopinaté blanité palisty, jejich listové čepele jsou podlouhle čárkovité až úzce kopinaté, přisedlé zúženou bázi, na vrcholu tupé, po obvodě celistvé a bývají 0,5 až 2 cm dlouhé.
Drobné, bělavě zelené květy, mající jen 1,5 až 2 mm v průměru, vyrůstají v hustých klubkovitě stažených vidlanech, tato květenství mohou vyrůstat z paždí listů i na vrcholech větvených lodyh. Květy jsou pětičetné, oboupohlavné, rozkvétají od července do října a mohou se opylit autogamně, kleistogamně nebo entomogamně. Vytrvalý kalich je tvořen pěti volnými, vejčitými lístky zbarvenými zelenkavě nebo nahnědle. Korunní lístky jsou široce vejčité až okrouhlé, bílé nebo narůžovělé a delší než lístky kališní. V květu je pět tyčinek s krátkými nitkami a prašníky uvolňující pyl i při zavřených květech. Semeník vznikl ze tří plodolistů a má tři drobné blizny.
Plody jsou široce elipsoidní, trojboké, jednosemenné nažky obalené vytrvalým kalichem. Jsou asi 1 mm velké, černé, tvrdé a poměrně těžké, vítr je málo roznáší. Téměř vůbec neplavou a klesají ke dnu, kde je se štěrkem odnáší voda, což je důležitá vlastnost pro přežití české populace. Rostliny se totiž rozmnožují výhradně semeny a tato nemají do Čech odkud připlout, naopak jsou proudem odnášena za hranice.

## Význam
V České republice a ve většině evropských zemí je tato rostlina bez ekonomického významu, v Africe však jsou využívány její usušené aromatické kořeny. Používají se k výrobě parfému a kosmetiky a jejich libý dým sloužívá k vykuřování oděvů a obydlí s cílem zahnat zlé duchy a zpříjemnit si životní prostředí. Mletý kořen, obsahující saponiny, terpeny, alkaloidy, třísloviny a flavonoidy, se přidává do chleba nebo kuskusu jako tonikum, pro regeneraci nemocného žaludku i jako afrodisiakum. Inhaluje se při léčbě rýmy, chřipky, závratích i revmatizmu.

## Ohrožení
Drobnokvět pobřežní, rostlina úzce specializovaná a málo konkurenceschopná, se z české přírody vytrácí. Výstavbou zdymadel a rozšiřování labské lodní dopravy jsou ohrožována i její poslední místa, kde dosud vytrvává. Výskyt druhu je závislý na proudící vodě, která neumožňuje ukládání sedimentů bahna, ale promývá štěrkové náplavy. Byl proto "Červeným seznamem cévnatých rostlin České republiky" z roku 2012 vyhlášen za kriticky ohrožený druh (C1t) se stále se snižujícím početním stavem. Za ohrožený nebo dokonce již vyhynulý je považován i v Polsku, Německu, Belgii, Lucembursku, Nizozemí, Dánsku, Švýcarsku i Velké Británii.
Podle Mezinárodního svazu ochrany přírody (IUCN) však drobnokvět pobřežní roste na velkém území a jeho celkový výskyt je stabilní, proto jej IUCN hodnotí jako málo dotčený druh (LC).

## Galerie

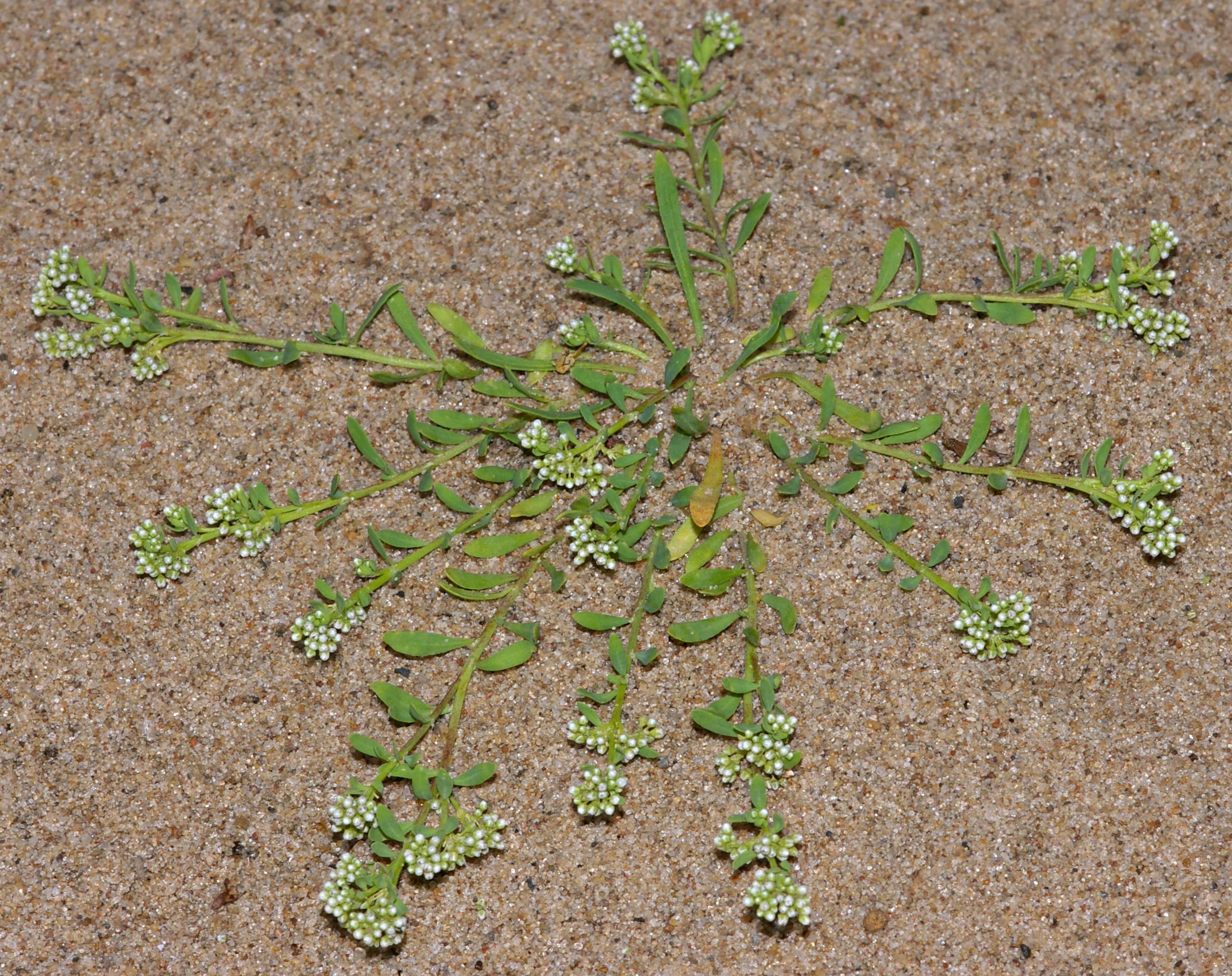
Mladá rostlina
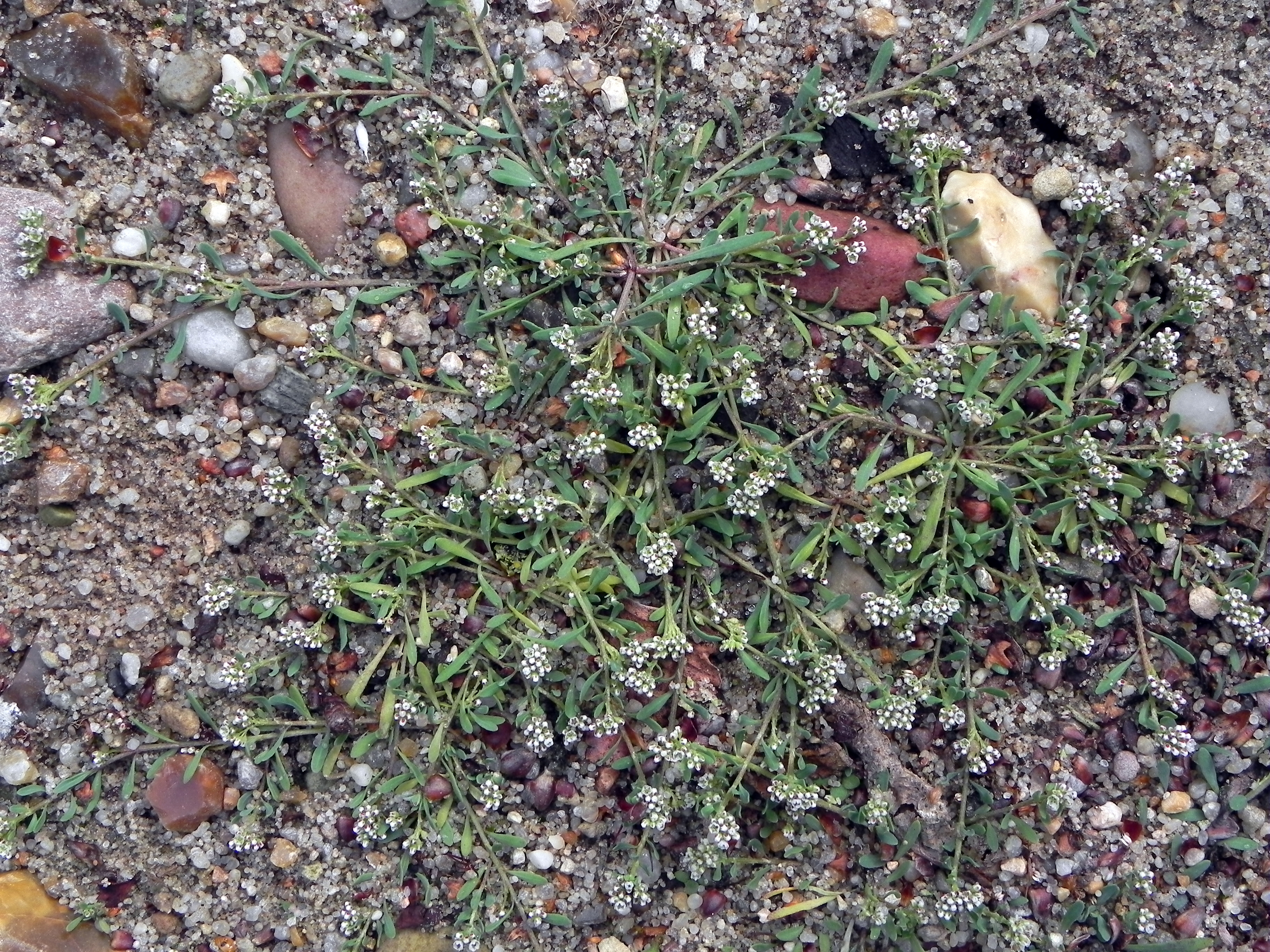
Starší rostlina
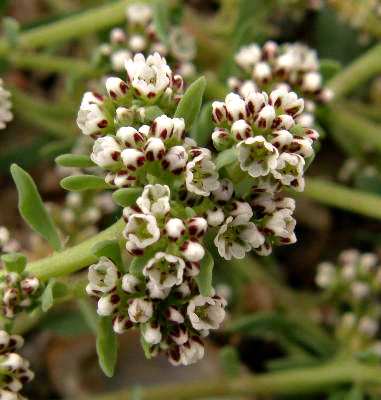
Květenství